# Afrosternophorus xalyx
Afrosternophorus xalyx är en spindeldjursart som beskrevs av Harvey 1985. Afrosternophorus xalyx ingår i släktet Afrosternophorus och familjen Sternophoridae. Inga underarter finns listade i Catalogue of Life.